# 贝古马巴德布达纳
贝古马巴德布达纳（Begumabad Budhana），是印度北方邦Ghaziabad县的一个城镇。总人口16248（2001年）。

## 人口
该地2001年总人口16248人，其中男性8698人，女性7550人；0—6岁人口2458人，其中男1296人，女1162人；识字率61.73%，其中男性为71.81%，女性为50.12%。